# 제곱 투표

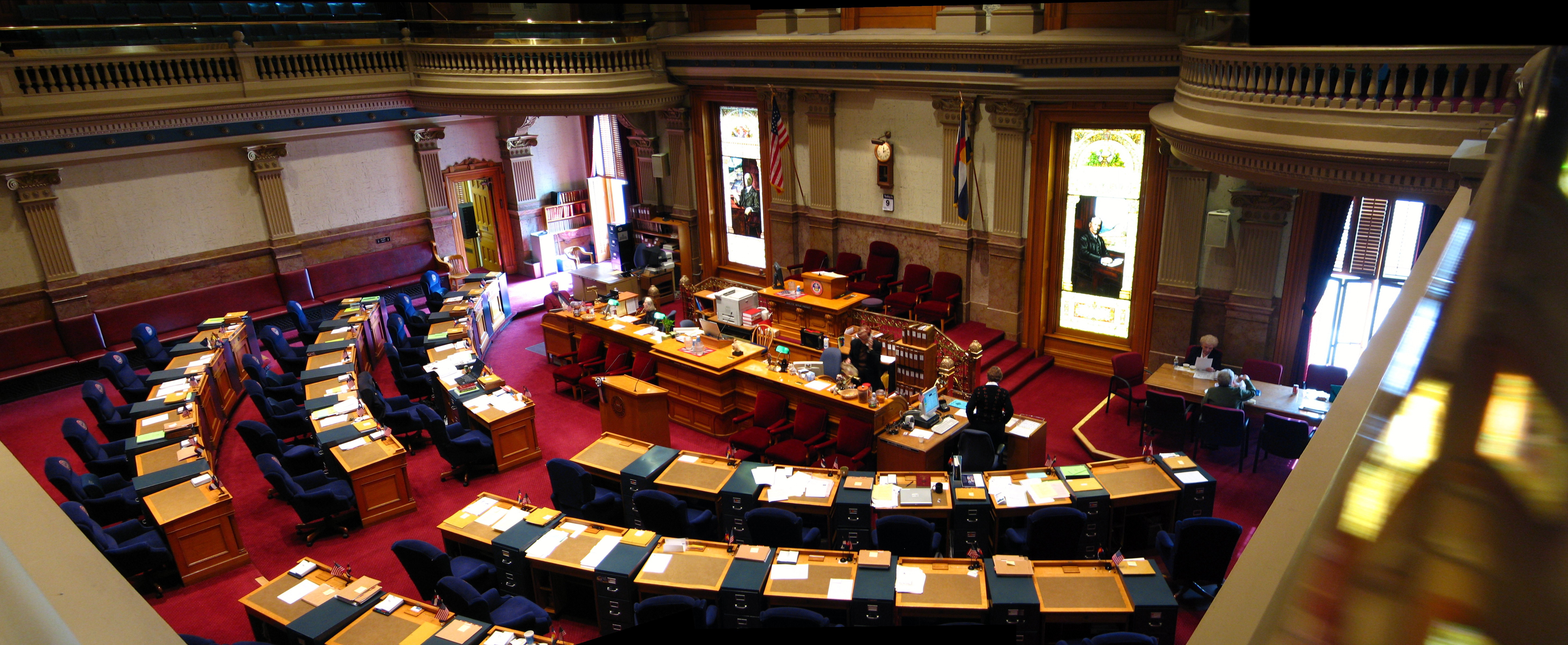
제곱 투표가 진행된 콜로라도 주청사 내부

제곱 투표는 하나의 집단 의사 결정 절차로 선호의 방향만을 제시하는 것이 아니라 선호의 정도를 표출할 수 있도록 개인에게 투표권을 할당한다.  그렇게 함으로써 제곱 투표는 투표의 역설과 다수결의 문제를 해결하려고 한다. 제곱 투표는 개인에게 투표 사안에 대한 추가 투표에 대해 값을 지불하고 해당 사안에 대한 지지를 보다 강력하게 표현할 수 있게 함으로써 작동한다. 결과적으로 투표 결과는 개인이 선호하는 결과가 아니라 투표 결과에 대하여 비용을 지불할 의향이 가장 높은 안이 채택된다. 
| 투표수 | 투표 크레딧 비용 |
| ------ | ---------------- |
| 1      | 1                |
| 2      | 4                |
| 3      | 9                |
| 4      | 16               |
| 5      | 25               |

## 같이 보기
- 펜로즈법
- 액체 민주주의
- 누적 투표
- 추기경 투표
- Vickrey-Clarke-Groves 메커니즘
- 메커니즘 설계